# Kentucky-Alleyne Park
Kentucky-Alleyne Park är en park i Kanada.   Den ligger i provinsen British Columbia, i den södra delen av landet, 3 300 km väster om huvudstaden Ottawa. Kentucky-Alleyne Park ligger 1 009 meter över havet. Den ligger vid sjön Alleyne Lake.
Terrängen runt Kentucky-Alleyne Park är huvudsakligen kuperad, men åt nordost är den platt. Kentucky-Alleyne Park ligger nere i en dal. Trakten runt Kentucky-Alleyne Park är nära nog obefolkad, med mindre än två invånare per kvadratkilometer.. 
I omgivningarna runt Kentucky-Alleyne Park växer i huvudsak barrskog.